# 1998 TR5
1998 TR5 är en asteroid i huvudbältet som upptäcktes den 13 oktober 1998 av den kroatiska astronomen Korado Korlević vid Višnjan-observatoriet.
Asteroiden har en diameter på ungefär 4 kilometer.